# دخمه زرتشتیان وخیله‌های پیرامون
دخمه زرتشتیان یزد و خِیله‌های پیرامون مربوط به دوره صفوی - دوره قاجار - دوره پهلوی است و در ۱۵ کیلومتری جنوب شرقی یزد واقع شده . این اثر در تاریخ ۲۷ مرداد ۱۳۷۷ با شمارهٔ ثبت ۲۰۹۶ به‌عنوان یکی از آثار ملی ایران به ثبت رسیده است.

## دخمه‌ها

### دخمه جمشید
دیرینگی این دخمه به دوران صفویه باز می‌گردد و دارای پلان پنج ضلعی بوده که احتمالاً دلیل آن شرایط توپوگرافی زمین است . این دخمه در کنار دخمه گلستان بانو واقع شده بود و اکنون به طور کامل ویران شده است . 

### دخمه بزرگ مانکجی
«دخمه مانکجی لیمجی هاتریا» یا به اختصار «دخمه بزرگ مانکجی» در سمت جنوب شرقی دخمه گلستان بانو قرار دارد . قطر این دخمه حدود ۱۵ متر است و به یاد سازنده‌اش چنین نامی را بر آن نهاده‌اند .
مانکجی معروف به «مانکجی صاحب» در دوره سلطنت ناصرالدین‌شاه قاجار از سوی پارسیان هند و به عنوان نماینده انجمن بهبود سازی وضعیت زرتشتیان در ایران راهی ایران شد تا نزد شاه شکایت ببرد و از فشارها بر زرتشتیان کم کند . مانکجی یکی از تأثیر گذارترین افراد در جامعه زرتشتیان به شمار می‌رود و زرتشتیان همچنان موجودیت خود را مدیون وی می‌دانند . مانکجی در سال ۱۲۶۹ خورشیدی در تهران فوت کرد و پیکرش در دخمه‌ای که خودش ساخته بود قرار داده شد . 
در ابتدای راه ورود به این دخمه اتاقکی قرار دارد که در برون و درون آن دو سنگ مرمرین حکاکی شده است (این کتیبه‌های سنگی در حال حاضر در محل، نصب نمی‌باشند) . بر روی کتیبه‌های سنگی عبارات زیر نقر شده که به اختصار چنین است :
«هو الله تعالی شأنه ، بخشش پاک یزدان.... دخمه در رمضان سنه ۱۲۲۲ شروع به کار شده و در سنه ۱۲۲۵ یزدجردی کار آن به پایان رسیده ، به همت مانکجی ابن لیمجی هوشنگ هاترا ، فارسی هندی»

### دخمه گلستان بانو
این دخمه در دوران قاجاریه ساخته شده و در ۲۰۰ متری شمال غرب دخمه بزرگ مانکجی قرار دارد . نامگذاری این دخمه به این نام به پاس تلاش‌های گلستان بانو برای بهبود وضعیت زرتشتیان ایران و اعزام مانکجی به ایران بوده است . 